# Tomyris

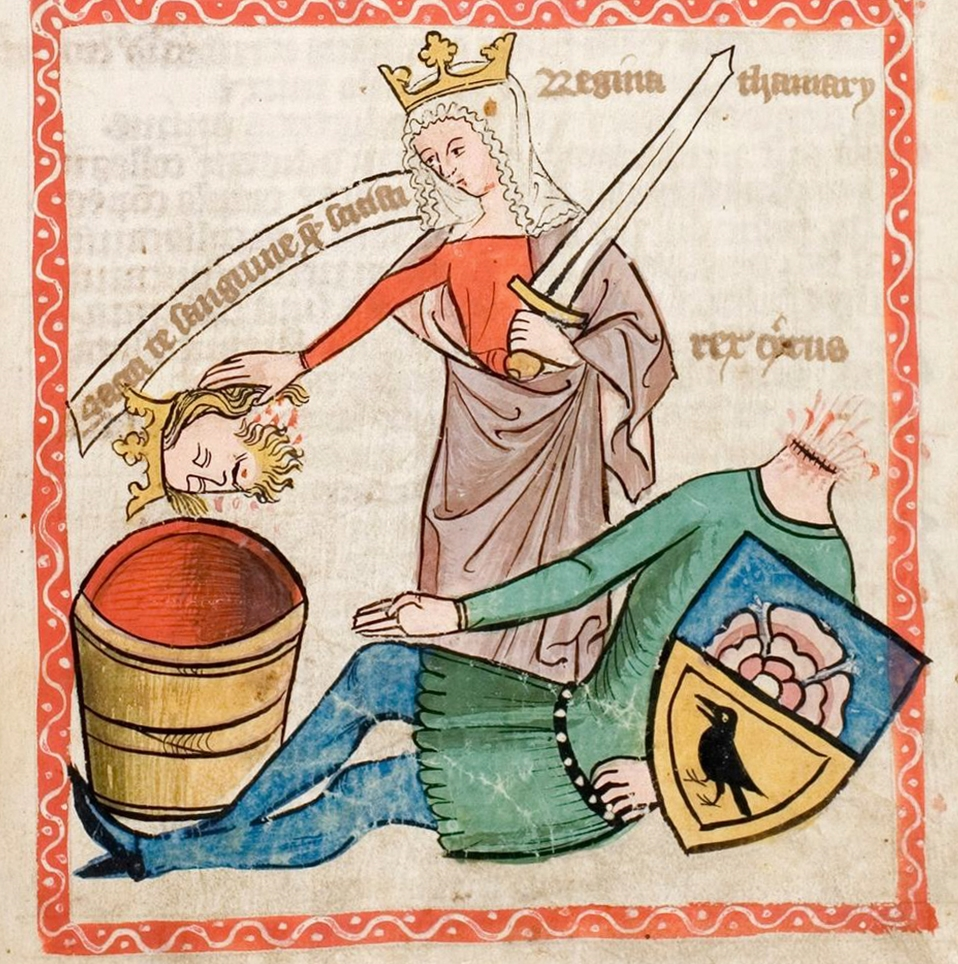
Tomyris slänger Kyros avhuggna huvud i en tunna med blod.
Illustration från 1300-talet.

Tomyris (تهم‌رییش Tahm-Rayiš även Tamyris) var en drottning som regerade över massageterna, ett östiranskt nomadfolk, förmodligen sakerna, som bodde öster om Kaspiska havet. Tomyris anförde sina arméer mot den akemenidiske kungen Kyros II:s anfall. År 530 f.Kr. skall hon ha besegrat Kyros, som dog i striden, och lagt hans avhuggna huvud i en skinpåse med människoblod som hämnd för att Kyros hade dödat hennes son.
Tomyris omnämns av ett flertal av antikens författare och krönikörer: Herodotos, Strabon, Polyainos, Cassiodorus och Jordanes.
Asteroiden 590 Tomyris är uppkallad efter henne.